# アルバレード・ペル・サン・マルコ
アルバレード・ペル・サン・マルコ（伊: Albaredo per San Marco）は、イタリア共和国ロンバルディア州ソンドリオ県にある、人口約300人の基礎自治体（コムーネ）。

## 地理

### 位置・広がり
ソンドリオ県南西部に位置する。モルベーニョから南南東へ4km、県都ソンドリオから西南西へ23km、州都ミラノから北北東へ78kmの距離にある。

#### 隣接コムーネ
隣接するコムーネは以下の通り。括弧内のBGはベルガモ県所属を示す。
- アヴェラーラ (BG)
- ベーマ
- メッツォルド (BG)
- モルベーニョ
- タラモーナ
- タルタノ

### 地震分類
イタリアの地震リスク階級 (it) では、3 に分類される
。

## 行政

### 山岳部共同体
広域行政組織である山岳部共同体「ヴァルテッリーナ・ディ・モルベーニョ山岳部共同体」 (it:Comunità montana della Valtellina di Morbegno) （事務所所在地: モルベーニョ）を構成するコムーネの一つである。